# Hits (New Found Glory)
Hits è la prima raccolta della band pop punk statunitense New Found Glory, pubblicata il 18 marzo 2011.
Contiene le tracce più famose dei primi quattro album in studio della band (escluso il primo, Nothing Gold Can Stay, di cui non appare nessuna traccia) più una nuova canzone, Situations.

## Tracce
1. Situations – 3:27
2. Hit or Miss – 3:23
3. Dressed to Kill – 3:29
4. My Friends Over You – 3:42
5. Head on Collision – 3:47
6. Understatement – 3:12
7. All Downhill From Here – 3:12
8. I Don't Wanna Know – 3:32
9. Failure's Not Flattering – 3:55
10. It's Not Your Fault – 3:38
11. Hold My Hand – 3:43
12. Constant Static – 3:18

Tracce bonus (Edizione giapponese)
1. Over Me – 2:48
2. Truth of My Youth – 3:03
3. Ex-Miss – 3:36